# 능곡중학교 축구부
능곡중학교 축구부는 경기도 고양시에 위치한 능곡중학교의 축구부이다. 능곡중학교가 운영하는 축구부로 1994년에 창단  하였다.

## 역사
1994년에 창단된 이후 여러 중학교 축구 대회에서 우수한 성적을 거두며 축구 강호로 자리 잡았다. 2013년 당시에는 지원 부족으로 인조잔디 없는 곳에서 경기가 이루어지다보니 개선의 목소리가 나오기도 하였다.

## 같이 보기
- 능곡중학교